# Fugir de l'infern
Fugir de l'infern (originalment en anglès, Escaping Eritrea) és un documental anglès del 2021 produït i dirigit per Evan Williams. Els coproductors són Daffodil Altan, Priyanka Boghani, Daniel Edge, Max Green, Erika Howard, Michelle Mizner i Evan Williams. Les imatges reals van ser gravades per Michael, que també va ser un refugiat d'Eritrea traslladat a Europa. Va posar la càmera a la butxaca d'una jaqueta amb un forat i va començar a filmar el que passava al seu voltant.
El documental està basat en la crisi dels refugiats que es va produir entre el 2015 i el 2016 a tot el Mediterrani, on grans grups de migrants van arribar a Europa des d'Eritrea. Els productors van necessitar cinc anys d'investigació i el documental també inclou algunes imatges documentades en secret dins d'una presó. Es va estrenar per televisió el 4 de maig de 2021 a la cadena estatunidenca PBS a través del programa Frontline i posteriorment es va emetre a Channel 4 al Regne Unit. La versió doblada al català es va estrenar el 5 de desembre de 2021 al programa 30 minuts de TV3.

## Intervencions
- Isaias Afewerki - president d'Eritrea (imatges d'arxiu)
- Priyanka Boghani - reportera
- Sarah Childress - reportera
- Yemane Gebreab - assessor del president d'Eritrea (imatges d'arxiu)
- Sheila B. Keetharuth - antiga relatora especial de l'ONU sobre els drets humans a Eritrea
- Sophie Okonedo - narradora (veu)
- Mike Smith - president de la Comissió d'Investigació sobre els Drets Humans a Eritrea (imatges d'arxiu)
- Hanna Petros Solomon - refugiada i activista eritrea
- Evan Williams - reporter
- Judy Woodruff
- Katie Worth - reportera